# 崔陲
崔陲（727年—791年），字平仲，貝州武城縣（今河北省衡水市故城縣）人，出自清河崔氏定著六房之一的清河小房，唐朝御史中丞。
崔陲最初以門蔭得到鄭州參軍的職位，後來曾擔任宰相第五琦、韓滉的僚屬，貞元年間轉吏部侍郎兼御史中丞，不久去世。
父親為崔佶，崔陲有八子：崔邠、崔酆、崔郾、崔郇、崔邯、崔鄯、崔鄲、崔鄜。家人感情很好，四代同堂共食，傳為佳話。